# Mira Fink
Mira Fink, slovenska zdravnica, * 5. junij 1897, Ljubljana, Slovenija, † 1971, Ljubljana.

## Biografija
Mira Fink se je rodila 5. junija 1897 v Ljubljani, v stari in ugledni ljubljanski družini. Bila je zdravnica, specialistka za ginekologijo in porodništvo, ki je imela prvo ambulanto, kjer so ženske lahko dobile žensko zdravniško pomoč.

## Vir
Šelih A. et al., Pozabljena polovica